# SMS S 132
S 131 – niemiecki niszczyciel z okresu I wojny światowej. Druga jednostka typu S 131. Okręt wyposażony w trzy kotły parowe opalane ropą. Zapas paliwa 305 ton. W 1918 roku internowany w Scapa Flow. Osadzony na płyciźnie po próbie samozatopienia 21 czerwca 1919 roku. Po podniesieniu z dna przekazany USA. Przeznaczony na okręt-cel, zatopiony 15 lipca 1921 roku przez okręty USS „Delaware” (BB-28) i USS „Herbert” (DD-160).